# Mollesaurus periallus
Il mollesauro (Mollesaurus periallus) è un rettile marino estinto, appartenente agli ittiosauri. Visse nel Giurassico medio (Bajociano, circa 170 milioni di anni fa) e i suoi resti fossili sono stati ritrovati in Argentina.

## Descrizione
Questo animale doveva avere un corpo simile a quello del tonno, compatto e idrodinamico; la pinna caudale doveva essere molto sviluppata in altezza. Il cranio era lungo e sottile ed era dotato di grandi orbite. Mollesaurus è noto solo per uno scheletro parziale articolato, l'olotipo MOZ 2282 V, che conserva parte del cranio e gran parte della colonna vertebrale. Al contrario di ogni altro ittiosauro noto, Mollesaurus possedeva costole ispessite (pachiostosi), probabilmente di aiuto come zavorra quando questo animale doveva scendere in profondità. Rispetto ad altri ittiosauri giurassici, Mollesaurus possedeva un anello sclerotico piuttosto ridotto.

## Classificazione
Mollesaurus venne descritto per la prima volta nel 1999, sulla base di resti fossili ritrovati nella località di Chacaico Sur della formazione Los Molles, risalente al Bajociano (Giurassico medio), nei pressi della città di Zapala nella provincia di Neuquén (Patagonia, Argentina). Mollesaurus, insieme a un altro ittiosauro proveniente dalla stessa formazione (Chacaicosaurus cayi), è uno dei pochi ittiosauri ben conservati provenienti dall'intervallo geologico Aaleniano-Batoniano. Uno studio successivo (Maisch e Matzke, 2000) ha ritenuto Mollesaurus periallus una specie di Ophthalmosaurus. Tuttavia, tutte le analisi cladistiche più recenti hanno dimostrato che Mollesaurus è un genere valido di ittiosauro oftalmosauride. La collocazione sistematica all'interno di questa famiglia, in ogni caso, è incerta: uno studio ha ipotizzato che Mollesaurus fosse il più basale dei Platypterygiinae, un gruppo di oftalmosauridi dotati di grandi pinne e grandi denti (Druckenmiller e Maxwell, 2010), mentre un altro studio ha indicato Mollesaurus come il più basale tra gli Ophthalmosaurinae, dotati di grandi occhi e dal corpo più compatto (Fischer et al., 2011).

## Significato del nome
Il nome generico Mollesaurus deriva dalla formazione Los Molles, dove fu ritrovato l'olotipo, mentre l'epiteto specifico, periallus, deriva dalla parola greca periallos ("prima degli altri"), in riferimento al fatto che questo animale è il più antico fra gli oftalmosauridi e uno dei più antichi tunnosauri.